# Pelmeni

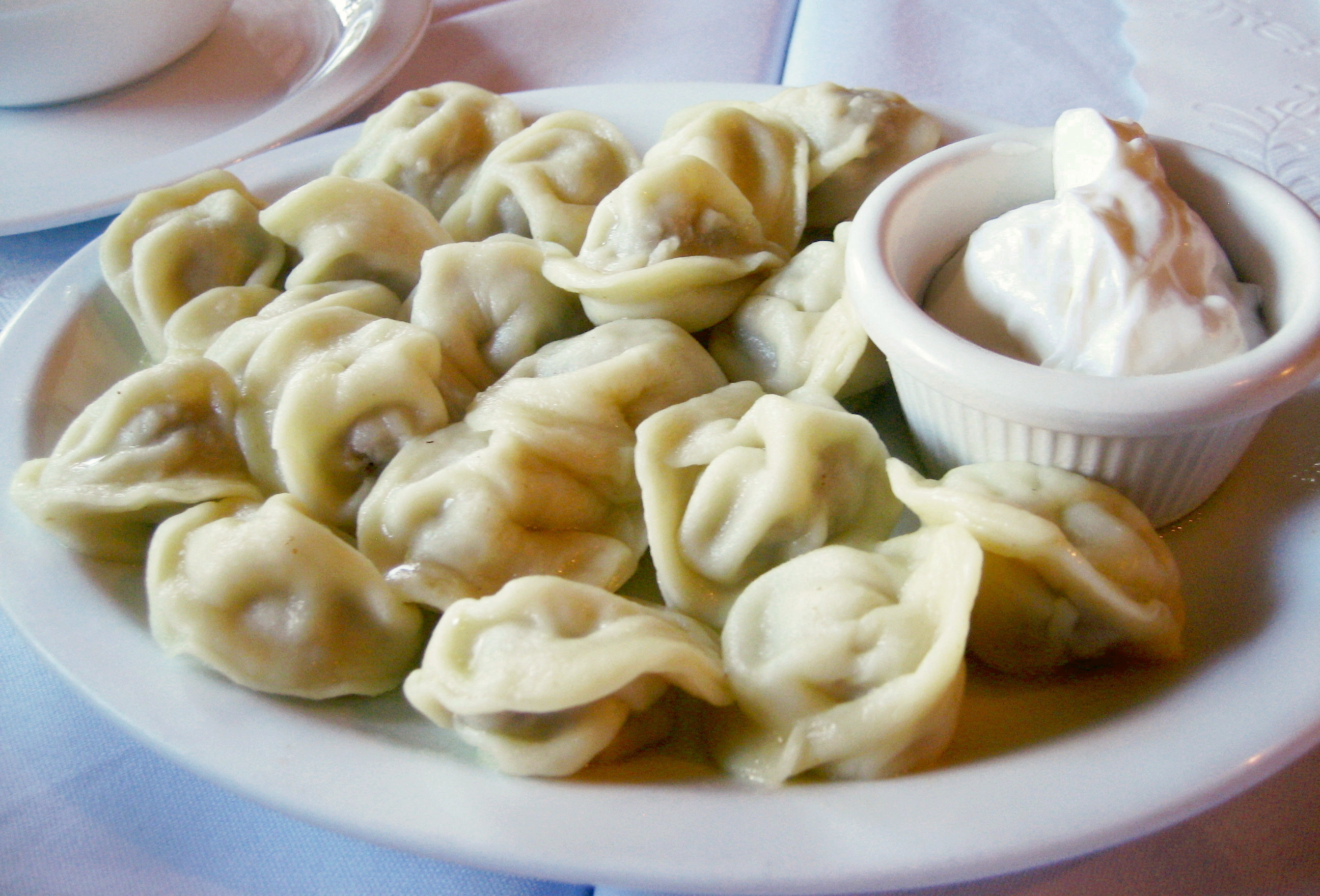
Um prato de pelmeni

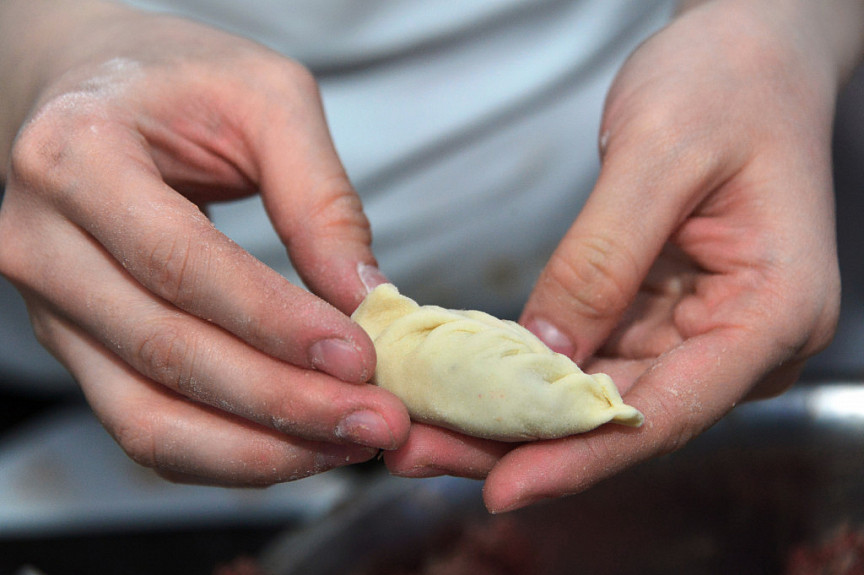
Modelando pelmeni. Buriácia, Rússia

Pelmeni (em Russo: пельмени, singular пельмень, pel'men') é um prato da culinária russa que pode ser encontrado em diversos países do Leste Europeu. Consiste num recheio de carne picada, envolvido por uma massa fina, feita de farinha e ovos, com leite ou água, resultando em pequenos pastéis com cerca de 2-3 cm de diâmetro e forma mais ou menos esférica. A carne pode ser de porco, ovelha, vaca ou qualquer outro tipo, podendo ser usada uma mistura de várias carnes. A receita tradicional dos Urais exige 55% de bovino e 45% de porco para o recheio. Com frequência, são adicionadas especiarias, tais como a pimenta, e cebolas ao recheio.
Normalmente, são armazenados congelados e preparados imediatamente antes de serem consumidos, em água a ferver, até entre 2 a 5 minutos após começarem a flutuar. O prato resultante é servido com manteiga e ou natas frescas (a mostarda, o ketchup e o vinagre também são populares). Algumas receitas também sugerem que sejam fritos, após a cozedura, até que dourarem. 
Existem diferenças regionais na preparação do pelmeni. Nos Urais, são sempre fervidos em água, enquanto na Sibéria são fervidos em caldo de carne.
Onde exista uma comunidade russa, é muito provável que existam pacotes de pelmeni congelado. Estes são feitos industrialmente, muitas vezes por companhias italianas.

## História
A origem do pelmeni não é clara e existem várias versões. A mais aceita afirma que a receita foi descoberta nos Urais por exploradores russos, que observaram que a população local usava um prato semelhante (chamado "pelnian", literalmente "orelha de urso", na língua local), que consistia em pedaços de carne envolvida num pão muito fino. Em consequência, mais a oeste, na Polónia, o pelmeni é conhecido como "uszka", que também significa orelhas. Outra teoria indica que o pelmeni foi inventado por caçadores, que precisavam de uma comida leve, fácil de fazer e nutritiva, para levarem com eles em caçadas longas (pode ser mantido congelado por muito tempo, sem perder qualidade e sabor, e a água da cozedura faz uma boa sopa). Existe ainda uma teoria defendendo que a sua origem não se encontra na Rússia, mas na China, explicando a utilização da pimenta, que não é nativa da Rússia e teria que ser importada. De qualquer forma, existem documentos que provam a existência de pelmeni na Rússia já no século XVI.

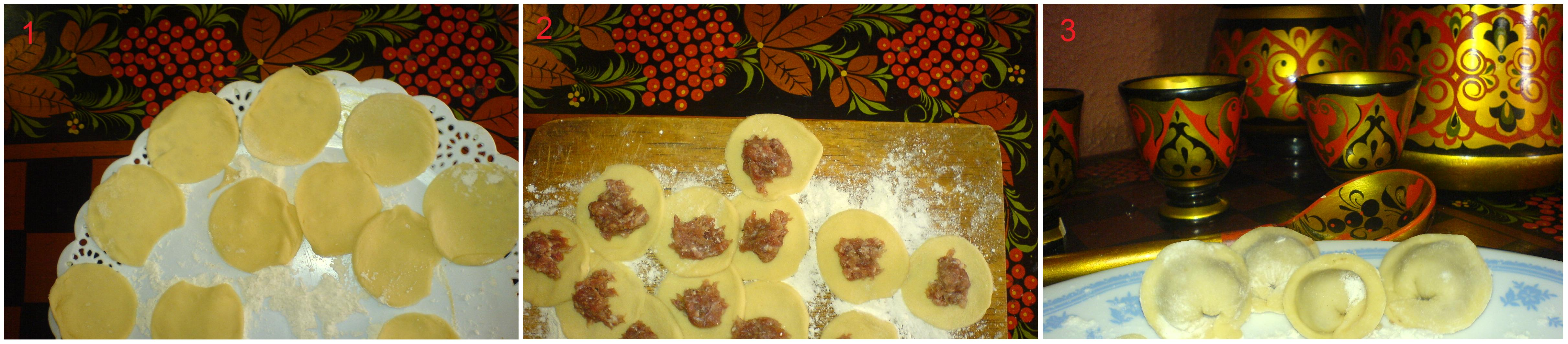
Preparação de pelmeni

## Propriedades nutricionais
As propriedades nutricionais do pelmeni variam consoante diversos factores, incluindo o conteúdo do recheio e a espessura da massa. Os produzidos industrialmente com carne de porco e de bovino contêm cerca de 12 g de proteínas, 13 g de gordura, 22 g de hidratos de carbono e 250 calorias por cada 100 g de produto congelado. Os de frango contêm apenas cerca de 2 g de gordura em cada 100 g.